# Олімпійський стадіон (Сеул)
Олімпійський стадіон Чамсіль — стадіон в Сеулі, Корея, головний стадіон літніх Олімпійських Ігор 1988 року, центральне спорудження спортивного комплексу «Чамсіль» в районі Сонпхагу, на південному сході міста на південь від річки Ханган.
Стадіон було спроектовано Кімом Суджином. Витончені лінії профілю стадіону наслідують обриси корейської порцелянової вази династії Чосон. Глядачі розташовуються на двох рядах секторів, накритих висувним дахом. Спочатку стадіон вміщував приблизно 100,000 чоловік, сьогодні — 69,950.
До його будівництва найбільші стадіони Сеула були Тондемун і Ходжан, розраховані відповідно на 30,000 і 20,000 глядачів. Цих стадіонів не вистачало, щоб приймати спортивні події світового класу. Будівництво нового стадіону почалося 1977 року з метою організації Азійських Ігор 1986-го. У вересні 1981 року Сеул було обрано столицею Олімпійських Ігор 1988 року.
Стадіон відкрився 29 вересня 1984 року, і два роки потому прийняв X Азійські Ігри, згодом — Олімпійські Ігри 1988 року. Стадіон не використовувався під час чемпіонату світу 2002 року.
Стадіон використовується як домашня арена футбольної команди «Сеул Юнайтед» з К3 Ліги.